# Falciot de Cap Verd
El falciot de Cap Verd (Apus alexandri) és una espècie d'ocell de la família dels apòdids (Apodidae) que vola sobre camp obert, criant sobre penya-segats de les Illes de Cap Verd.